# Панайотіс Панайоту
Панайотіс Панайоту (грец. Παναγιώτης Παναγιώτου; нар. 27 вересня 1988, Нікосія, Кіпр) — кіпріотський футболіст, захисник.

## Життєпис
Вихованець АПОЕЛа. У сезоні 2006/07 років у футболці клубу став найкращим бомбардиром молодіжного чемпіонату Кіпру. Вважався майбутнім кіпріотського футболу. З 2008 по 2010 рік виступав в оренді за «Дігеніс Морфу».
Захищав кольори молодіжної збірної Кіпру.